# Viktor Nemkov
Viktor Aleksandrovich Nemkov (em russo:  Виктор Александрович Немков  ; nascido em 26 de janeiro de 1987 no Cazaquistão) é um lutador de sambo russo-cazaque, judoca e lutador de artes marciais mistas.
Além disso, ele é o irmão mais velho de Vadim Nemkov.

## Carreira em artes marciais mistas

### Carreira
Viktor Nemkov nasceu em uma pequena vila em Zhalgyskan, Cazaquistão SSR, União Soviética, hoje moderna - Cazaquistão . Em 1999, a família mudou-se para a aldeia Tomarovka, Oblast de Belgorod . Lá, Nemkov começou a treinar judô.
Depois de passar alguns torneios de sucesso, Nemkov se tornou um "Mestre do Esporte no Judô ".
Nemkov foi o medalhista de bronze do Russian Combat Sambo de 2008 nos anos 90 kg peso e campeã da Copa do Mundo de 2009.
Nemkov treina no Red Devil Sport Club ; um centro de treinamento e uma equipe fortemente ligada à promoção M-1 Global e Fedor Emelianenko.
Nemkov venceu o Campeonato Mundial de Sambo de 2011 em Combat Sambo.

### M-1 Global
Nemkov começou sua carreira profissional de artes marciais mistas com uma derrota para Magomed Sultanakhmedov por nocaute técnico, mas rapidamente se recuperou contra o recém-chegado Christian Bombay. Nemkov foi capaz de garantir um estrangulamento em triângulo em Bombaim no início do primeiro round para garantir sua primeira vitória.
Nemkov continuou no M-1 com várias vitórias, incluindo uma na luta contra Sergey Khramov.
O desafio mais difícil de Nemkov naquele momento foi contra o experiente Tony Lopez na Coreia do Sul. A experiência de Lopez talvez tenha sido muito grande, pois ele saiu com uma vitória por finalização por mata-leão no segundo round, deixando Nemkov sua segunda derrota na carreira.
Nemkov então assinou contrato para lutar contra Khanilav Khanilaev nas finais do M-1 2009. Nemkov sofreu sua terceira derrota na carreira, perdendo por decisão dividida. Nemkov iria se recuperar com uma vitória sobre Shamil Vajsurov que, indo para a luta, tinha um registro de 0-1.
Em agosto de 2010, Nemkov foi olhado pela World Wrestling Entertainment - enquanto em uma turnê pela Rússia - que queria contratá-lo como um lutador profissional.
Em abril de 2011, Nemkov lutou contra Vinny Magalhães pelo título vago do M-1 Global Light Heavyweight. No início, Magalhães procurou a queda, mas foi Nemkov quem conseguiu garantir a primeira posição logo no início. A partir daí, Nemkov teve que se defender contra várias tentativas de finalização, incluindo uma omoplata que parecia estar quase travada.  A partir da segunda volta, Magalhães visivelmente cansado, mas ainda conseguiu montar Nemkov em algumas ocasiões. Magalhães conseguiu finalizar Nemkov na terceira rodada com uma rara gogoplata montada com uma manivela no pescoço.
Após a derrota, Nemkov teve uma seqüência de quatro vitórias consecutivas, incluindo uma vitória no torneio realizada ao longo de um período de 4 meses.

### Professional Fighters League
Nemkov participou da temporada 2019 do PFL. Durante a temporada regular, Nemkov derrotou Rakim Cleveland e Rashid Yusupov por decisões e avançou para os playoffs. Nos playoffs, ele enfrentou Bozigit Ataev no PFL 9, que terminou em empate majoritário e levou Ataev à semifinal.

### Bellator MMA
Em 1º de setembro de 2020, foi anunciado que Nemkov havia assinado contrato com o Bellator MMA .
Nemkov fez sua estreia no Bellator no Bellator 257 em 16 de abril de 2021 contra Karl Albrektsson. Ele perdeu a luta por decisão unânime.

## Campeonatos e conquistas
- M-1 Global
  - Campeonato M-1 Meio Pesado (2 Vezes)

### Sambo
- Federação Russa de Sambo
  - 8º Campeonato Nacional Russo de Combat Sambo  Local (2010)

## Registro de artes marciais mistas
| Cartel no MMA   |             |            |
| 39 lutas        | 30 vitórias | 8 derrotas |
| Por nocaute     | 4           | 1          |
| Por finalização | 14          | 3          |
| Por decisão     | 12          | 4          |
| Empates         | 1           | 1          |

| Res. | Cartel | Oponente               | Método                                   | Evento                                         | Data       | Round | Tempo | Local                                  | Notas                                                |
| ---- | ------ | ---------------------- | ---------------------------------------- | ---------------------------------------------- | ---------- | ----- | ----- | -------------------------------------- | ---------------------------------------------------- |
| Loss | 30–8–1 | Karl Albrektsson       | Decisão (unânime)                        | Bellator 257                                   | 16-4-2021  | 3     | 5:00  | Uncasville, Connecticut, United States |                                                      |
| Draw | 30–7–1 | Bozigit Ataev          | Draw (majority)                          | PFL 9                                          | 31-10-2019 | 2     | 5:00  | Las Vegas, Nevada, United States       | 2019 PFL Light Heavyweight Quarterfinal bout.        |
| Win  | 30–7   | Rashid Yusupov         | Decisão (dividida)                       | PFL 6                                          | 8-8-2019   | 3     | 5:00  | Atlantic City, Estados Unidos          |                                                      |
| Win  | 29–7   | Rakim Cleveland        | Decisão (unânime)                        | PFL 3                                          | 6-6-2019   | 3     | 5:00  | Uniondale, Estados Unidos              |                                                      |
| Win  | 28–7   | Sergio Souza           | Submissão (choke)                        | Club Alexander - The Don Battle                | 30-11-2018 | 1     | 2:02  | Voronezh, Rússia                       |                                                      |
| Loss | 27–7   | Klidson Abreu          | Submissão (rear-naked choke)             | Russian Cagefighting Championship 3            | 9-7-2018   | 2     | 1:02  | Iekaterimburgo, Rússia                 |                                                      |
| Win  | 27–6   | Ronny Markes           | Submissão (guillotine choke)             | M-1 Challenge 77 - Nemkov vs. Markes           | 19-5-2017  | 1     | N/A   | Sochi, Rússia                          |                                                      |
| Win  | 26–6   | Attila Végh            | Decisão (unânime)                        | M-1 Challenge 71: Nemkov vs. Vegh              | 21-10-2016 | 3     | 5:00  | São Petersburgo, Rússia                |                                                      |
| Loss | 25–6   | Rashid Yusupov         | Decisão (dividida)                       | M-1 Challenge 66: Nemkov vs. Yusupov           | 27-5-2016  | 5     | 5:00  | Orenburg, Rússia                       | Lost M-1 Global Light Heavyweight Championship       |
| Win  | 25–5   | Stephan Puetz          | Decisão (maioria)                        | M-1 Challenge 63: Puetz vs. Nemkov 2           | 4-12-2015  | 5     | 5:00  | São Petersburgo, Rússia                | Won M-1 Global Light Heavyweight Championship        |
| Win  | 24–5   | Maro Perak             | Decisão (unânime)                        | M-1 Challenge 60: Battle in Orel               | 5-8-2015   | 3     | 5:00  | Oryol, Rússia                          |                                                      |
| Win  | 23–5   | Florian Martin         | Submisão (rear naked choke)              | M-1 Global: Steel Battle 2                     | 24-4-2015  | 1     | 1:42  | Stary Oskol, Rússia                    |                                                      |
| Win  | 22–5   | Beksot Jiyanov         | TKO (punches)                            | M-1 Global: Steel Battle                       | 16-7-2014  | 1     | 3:03  | Stary Oskol, Rússia                    |                                                      |
| Loss | 21–5   | Stephan Puetz          | Decisão (dividida)                       | M-1 Challenge 46                               | 14-3-2014  | 5     | 5:00  | São Petersburgo, Rússia                | Lost M-1 Global Light Heavyweight Championship       |
| Win  | 21–4   | Vasiliy Babich         | Submissão (armbar)                       | M-1 Challenge 43                               | 15-11-2013 | 2     | 4:06  | Surgut, Rússia                         | Won M-1 Global Light Heavyweight Championship        |
| Win  | 20–4   | Maciej Browarski       | Decisão (unânime)                        | ANMMA - Liberation                             | 5-8-2013   | 3     | 5:00  | Belgorod, Rússia                       |                                                      |
| Win  | 19–4   | Reinaldo da Silva      | Submissão (leg lock)                     | M-1 Global - M-1 Challenge 40                  | 8-6-2013   | 2     | N/A   | Ingushetia, Rússia                     |                                                      |
| Win  | 18–4   | Gadzhimurad Antigulov  | Submissão (guillotine choke)             | M-1 Challenge 36 - Confrontation in Mytishchi  | 8-12-2012  | 2     | 1:30  | Mytishchi, Oblast de Moscovo, Rússia   |                                                      |
| Win  | 17–4   | Baga Agaev             | Submissão (guillotine choke)             | League S-70 - Russian Championship Finals      | 11-8-2012  | 1     | 1:12  | Moscovo, Rússia                        |                                                      |
| Win  | 16–4   | Khadzhimurat Kamilov   | Submissão (armbar)                       | League S-70 - Russian Championship Semifinals  | 25-5-2012  | 2     | 4:10  | Moscovo, Rússia                        |                                                      |
| Win  | 15–4   | Abdul-Kerim Edilov     | Decisão (unanimous)                      | League S-70 - Russian Championship Third Round | 6-4-2012   | 3     | 5:00  | Moscovo, Rússia                        |                                                      |
| Win  | 14–4   | Chuck Grigsby          | KO (punch)                               | Sambo-70 - Russia vs. Brazil                   | 5-8-2011   | 2     | 3:24  | Sochi, Rússia                          |                                                      |
| Loss | 13–4   | Vinny Magalhães        | Submissão (mounted gogoplata neck crank) | M-1 Challenge 25: Zavurov vs. Enomoto          | 28-4-2011  | 3     | 1:40  | São Petersburgo, Rússia                | For vacant M-1 Global Light Heavyweight Championship |
| Win  | 13–3   | Vitaly Smirnov         | Decisão (unanimous)                      | Mix Fight Tournament                           | 15-1-2011  | 2     | 5:00  | Voronezh, Rússia                       |                                                      |
| Win  | 12–3   | Daniel Viscaya         | Submissão (triangle choke)               | M-1 Challenge 22: Narkun vs. Vasilevsky        | 10-12-2010 | 1     | 1:09  | Moscovo, Rússia                        |                                                      |
| Win  | 11–3   | Vasily Klepikov        | Submissão (arm-triangle choke)           | M-1 Mix Fighter: Season 1- Stage 2             | 19-8-2010  | 2     | N/A   | São Petersburgo, Rússia                |                                                      |
| Win  | 10–3   | Artur Korchemny        | Submissão (arm-triangle choke)           | M-1 Mix Fighter: Season 1- Stage 1             | 10-7-2010  | 1     | 2:55  | São Petersburgo, Rússia                |                                                      |
| Win  | 9–3    | Rashid Magomedov       | KO (punches)                             | LM - Tournament 2                              | 18-6-2010  | 2     | 3:24  | Oblast de Lipetsk, Rússia              |                                                      |
| Win  | 8–3    | Shamil Vajsurov        | Decisão (unanimous)                      | M-1 Selection 2010: Eastern Europe Round 2     | 10-4-2010  | 2     | 5:00  | Kyiv, Ucrânia                          |                                                      |
| Loss | 7–3    | Khanilav Khanilaev     | Decisão (dividida)                       | M-1 Challenge: 2009 Selections 9               | 3-12-2009  | 3     | 5:00  | São Petersburgo, Rússia                |                                                      |
| Win  | 7–2    | Ramazan Ramazanov      | Submissão (triangle choke)               | M-1 Challenge: 2009 Selections 8               | 4-10-2009  | 1     | 3:08  | Kyiv, Ucrânia                          |                                                      |
| Win  | 6–2    | Rasul Magomedaliev     | Submissão (triangle choke)               | M-1 Challenge: 2009 Selections 6               | 5-9-2009   | 1     | 2:52  | Daguestão, Rússia                      |                                                      |
| Loss | 5–2    | Tony Lopez             | Submissão (rear naked choke)             | M-1 Challenge 17: Korea                        | 4-7-2009   | 2     | 3:06  | Seul, Coreia do Sul                    |                                                      |
| Win  | 5–1    | Ilya Malyukov          | Decisão (unanimous)                      | M-1 Challenge: 2009 Selections 3               | 28-5-2009  | 2     | 5:00  | São Petersburgo, Rússia                |                                                      |
| Win  | 4–1    | Ishkhan Zakharian      | TKO (corner stoppage)                    | M-1 Challenge: 2009 Selections 1               | 13-3-2009  | 2     | 0:34  | São Petersburgo, Rússia                |                                                      |
| Win  | 3–1    | Magomed Umarov         | Decisão (unanimous)                      | Pro FC-Grand Prix                              | 4-10-2008  | 3     | 5:00  | Moscovo, Rússia                        |                                                      |
| Win  | 2–1    | Sergey Khramov         | Decisão (unanimous)                      | M-1 MFC: Fedor Emelianenko Cup                 | 15-5-2008  | 3     | 5:00  | São Petersburgo, Rússia                |                                                      |
| Win  | 1–1    | Christian Bombay       | Submissão Técnica (triangle choke)       | M-1 Challenge 2: Russia                        | 3-4-2008   | 1     | 1:31  | São Petersburgo, Rússia                |                                                      |
| Loss | 0–1    | Magomed Sultanakhmedov | TKO (punches)                            | Profi Mix Fight Championship                   | 22-2-2008  | 1     | N/A   | Oblast de Novgorod, Rússia             |                                                      |